# شهرستان کالمانسکی
شهرستان کالمانسکی (به لاتین: Kalmansky District) یک شهرستان در روسیه است که در سرزمین آلتای واقع شده‌است.